# Katherine LaNasa
Katherine LaNasa, née le 1er décembre 1966 à La Nouvelle-Orléans, en Louisiane, est une actrice américaine.

## Biographie
Katherine a été mariée à Dennis Hopper le 17 juin 1989. Ils ne seront restés mariés qu'environ trois ans puisqu'ils divorcèrent en 1992. De cette union naquit Henry Lee Hopper en septembre 1990.
Le 19 mai 1998, elle se remaria avec l'acteur américain French Stewart après s'être rencontrés deux ans plus tôt sur le plateau de Troisième planète après le Soleil.
Katherine et French exploitent plusieurs zoos dans la zone d'Albuquerque.
Elle est mariée à l'acteur Grant Show depuis 2012 avec qui elle a une fille, Eloise, née en 2014.

## Filmographie

### Cinéma
- 1990 : Une trop belle cible (Catchfire) de Dennis Hopper : Serveuse
- 1990 : Chérie, j'ai rétréci le public : Reporter Christy
- 1992 : Brain Donors : Danseuse #1
- 1994 : Flashfire : Monica Ambrose
- 1994 : Jack Reed, le bras de la justice (Jack Reed: A Search for Justice) de Brian Dennehy : Tiffany
- 1994 : Mortal Fear : Carol Donner
- 1994 : Au cœur de l'enquête (Under Suspicion)
- 1995 : Nothing But the Truth : Susie Marsh
- 1996 : Always Say Goodbye : femme blonde
- 1996 : The Destiny of Marty Fine : Amy
- 1996 : The Disappearance of Kevin Johnson (en) de Francis Megahy : Cathy
- 1996 : Kiss and Tell : Georgia Montauk
- 1996 : Schizopolis : Diane
- 1996 : Shattered Mind
- 1996 : Twilight Man : Kathy Robbins
- 1997 : Take a Number : Victoria
- 2000 : Murder at the Cannes Film Festival : Kaki Lamb
- 2004 : Alfie : Uta
- 2004 : The Deerings : Tricia
- 2008 : The Lucky Ones : Janet
- 2010 : Valentine's Day : la femme du docteur Harrison Copeland
- 2012 : Moi, député (The Campaign) : Rose Brady
- 2013 : Suspect (film) (The Frozen Ground) de Scott Walker : Fran Hansen

### Télévision
- 1992 : The Heart of Justice : Hannah
- 1995 : The Marshal (saison 2, épisode 1) : Penny
- 1995 : Seinfeld (Saison 6, Épisode 15) : Sgt. Cathy Tierny
- 1996 : The Big Easy (Saison 1, Épisode 2) : Zelda Riley
- 1996 : The Crew (Saison 1, Épisode 14) : Ariel
- 1996 : The Sentinel (Saison 2, Épisode 3) : Monica Brackley
- 1996 : Sliders (Saison 3, Épisode 5) : Dr Olivia Lujan
- 1996 : Les Anges du bonheur (Saison 3, Épisode 12) : Fran
- 1996 : Troisième planète après le Soleil (Saison 1, Épisode 6) : Kate
- 1996 - 1997 : Presque parfaite (Almost Perfect) (Saison 2, Épisode 2, 8 et 9) : Allison
- 1997 : The Practice : Donnell et Associés (The Practice) (Saison 1, Épisode 3) : Sheila
- 1999 : Pensacola: Wings of Gold (Saison 2, Épisode 13) : Joy Daly
- 2001 - 2002 : Three Sisters (Saison 1, Épisodes 0, 1, 2 et 3 ; Saison 2 sauf Épisodes 2, 3, 4, 6 et 15) : Bess Bernstein-Flynn Keats
- 2002 : New York Police Blues (Saison 10, Épisodes 3, 4 et 5) : Michelle Colohan
- 2002 : Urgences (Saison 9, Épisode 4) : Janet Wilco
- 2002 - 2003 : The Guardian (Saison 2, Épisode 2, 3, 8 et 12) : Kim McPherson
- 2003 : Division d'élite (Saison 3, Épisodes 21 et 22) : ???
- 2003 : Les Experts (Saison 3, Épisode 18) : Ginger
- 2003 : Greetings from Tucson (saison 1, épisode 11) : Lucy
- 2003 : Miss Match (Saison 1, Épisode 5, 6 et 7) : Amy
- 2003 - 2005 : Amy (Saison 5, Épisodes 1, 2, 6, 16 et 18 ; Saison 6, Épisodes 15, 18 et 21) : Avocat Yvonne Dunbar
- 2005 : Les Experts : Miami (saison 3, épisode 13) : Carla Marshall
- 2005 : Grey's Anatomy (saison 2, épisode 4) : Vera Kalpana
- 2006 : Love Monkey (saison 1) : Karen Freed
- 2006 : Pepper Dennis (saison 1, épisode 12) : Nadia Vadinava
- 2006 : Mon oncle Charlie (saison 4, épisodes 6 et 10) : Lydia
- 2006 - 2007 : Justice (saison 1, épisodes 1, 2, 3, 6, 10 et 13) : Suzanne Fulcrum
- 2007 : Boston Justice (saison 3, épisode 21) : Pat Ontario
- 2007 - 2008 : 12 Miles of Bad Road (en) (saison 1) : Juliet Shakespeare
- 2008 : Ghost Whisperer (saison 4, épisode 4) : Betty
- 2009 : Big Love (saison 3, épisode 10) : Beverly Ford
- 2009 : Burn Notice (saison 3, épisode 5) : Shannon Park
- 2009 : Cold Case : Affaires classées : (saison 6, épisode 15) : Leigh Feldman / Foster
- 2009 : Dr House (saison 6, épisode 10) : Melissa
- 2014 : Satisfaction : ?
- 2013 : Double Jeu (Deception) : Sophia Bowers
- 2016 : Devious Maids (saison 4) : Shannon Greece
- 2018 : Dynastie (saison 2, 6 épisodes) : Ada Stone
- dès 2020 : Katy Keene : Gloria Grandbilt
- 2025 : The Pitt : Dana Evans

### Apparition spéciale
- Hollywood Squares : épisodes des 8 octobre 2001, 9 octobre 2001, 10 octobre 2001, 11 octobre 2001 et 12 octobre 2001